# اللغة البيكاردية
اللُّغَة الْبِيكَارْدِيَّة (بالفرنسية: le picard)‏ هي لغة أو مجموعة لغات قريبة جدًّا من الفرنسية، و بذلك تُعتبر من اللغات الرومانسية. يُتحدث بها في المنطقة أقصى شمال فرنسا (Hauts-de-France) وفي أجزاء من منطقة والونيا البلجيكيَّة في مقاطعة تورناي (Wallonie Picarde) وجزء من مقاطعة مونس (نحو تورناي والحدود البلجيكيَّة). تُعرف اللغة بأسماء أخرى كذلك، منها chti و chtmi وrouchi.